# Gran Premio Città di Camaiore 2005
Il Gran Premio Città di Camaiore 2005, cinquantaseiesima edizione della corsa e valida come evento dell'UCI Europe Tour 2005 categoria 1.1, si svolse il 4 agosto 2005 su un percorso di 193,7 km. Fu vinto dal kazako Maksim Iglinskij che terminò la gara in 4h32'12", alla media di 42,697 km/h.
Partenza con 142 ciclisti, dei quali 56 portarono a termine il percorso.

## Ordine d'arrivo (Top 10)
| Pos. | Corridore          | Squadra        | Tempo    |
| ---- | ------------------ | -------------- | -------- |
| 1    | Maksim Iglinskij   | Domina Vac.    | 4h32'12" |
| 2    | Franco Pellizotti  | Liquigas       | s.t.     |
| 3    | Rinaldo Nocentini  | Acqua & Sap.   | s.t.     |
| 4    | Salvatore Commesso | Lampre         | s.t.     |
| 5    | Lorenzo Bernucci   | Fassa Bortolo  | a 6"     |
| 6    | Leonardo Giordani  | Univ. Caffè    | a 11"    |
| 7    | Paolo Valoti       | Domina Vac.    | a 25"    |
| 8    | Damiano Cunego     | Lampre-Caffita | s.t.     |
| 9    | Massimo Giunti     | Fassa Bortolo  | s.t.     |
| 10   | Giuseppe Muraglia  | LPR-Piacenza   | s.t.     |